# Чехословакия на зимних Олимпийских играх 1972
Чехословакия принимала участие в Зимних Олимпийских играх 1972 года в Саппоро (Япония) в одиннадцатый раз за свою историю, и завоевала одну золотую, две серебряные и одну бронзовую медали.

## Золото
- Фигурное катание, мужчины — Ондрей Непела.

## Бронза
- Лыжные гонки, женщины — Хелена Шиколова.
- Хоккей, мужчины.